# سولیکوو (استان سلیزیا سفلی)
سولیکوو (به لهستانی:  Sulików) یک روستا در لهستان است که در گمینا سولیکوو واقع شده‌است. سولیکوو ۲٬۰۱۴ نفر جمعیت دارد.